# Ølve Grjotgardsson
Ølve Grjotgardsson (973-1022) también Olve på Egge (nórdico antiguo: Ölvir á Eggju), era un vikingo terrateniente de Egge en Trøndelag, Noruega. Según Óláfs saga helga, fue uno de los bóndi tradicionalistas que luchaban por mantener los reinos vikingos opuestos al feudalismo centralizador de Olaf II de Noruega y su fanatismo religioso. Ølve era un hombre de fácil retórica y sagaz argumentación y pudo contrarrestar las acusaciones de celebrar sacrificios paganos en varias ocasiones, algo que el rey no pensaba tolerar. Debido a una traición, el rey Olaf II instigó su detención durante su asistencia a los blót de verano en Mære y ordenó posteriormente su ejecución. La viuda y la granja de Olve pasaron luego a manos de Kalv Arnesson. Tuvo dos hijos, Thorer y Grjotgard, que también murieron enfrentados al poder real.

## Herencia
Estaba casado con Sigrid Toresdatter, hija de Tore de Bjarkøy y hermana del caudillo Thorir Hund, y por lo tanto pertenecía a su clan familiar de influencia. Tuvo dos hijos, Thorer y Grjotgard, que también murieron enfrentados al poder real.